# Salve Rainha (Liszt)
Salve Rainha, ou Salve Regina, S. 66, é um cenário musical do hino Salve Regina composto por Franz Liszt em 1885. É escrito para um coro a cappella.
A Salve Rainha (em latim: Salve Regina) é um Hino Mariano cantado em diferentes períodos do calendário litúrgico da Igreja Católica. É tradicionalmente cantada nas Completas do Domingo da Santíssima Trindade até as Vésperas do primeiro Domingo do Advento. A Salve Rainha também é a oração final do Santo Rosário.